# Pierre Carlet de Chamblain de Marivaux
Pierre Carlet de Chamblain de Marivaux [pijer karle d šamble[n] d marivo] (8. únor 1688, Paříž - 12. únor 1763, Paříž) byl francouzský spisovatel, dramatik a žurnalista.

## Dílo
- 1723 Proradné lásky (La double inconstance),
- 1725 L'Île des esclaves, komedie
- 1730 Hra lásky a náhody (Le Jeu de l'amour et du hasard), komedie
- 1731-1742 La Vie de Marianne, román - paměti
- 1732 Triumf lásky (Le Triomphe de l'amour), komedie
- 1734-1735 (Le Paysan parvenu),
- 1744 Spor (La Dispute), komedie. Zdramatizováno v roce 1992 v Českém rozhlasu, režie: Jan Fuchs[1]
- 1750 La Colonie komedie,